# ميمي سبنسر
ميمي سبنسر (بالإنجليزية: Mimi Spencer)‏ هي صحفية بريطانية، ولدت في 1967.

## وصلات خارجية
- الموقع الرسمي